# Hans Eller
Hans Eller, född 14 augusti 1910 i Oliwa, Regierungsbezirk Danzig, Västpreussen, Preussen, Kejsardömet Tyskland, (numera Gdansk, Polen),  död 4 april 1943 , var en tysk roddare.
Eller blev olympisk guldmedaljör i fyra med styrman vid sommarspelen 1932 i Los Angeles.